# Кэрол Лэндис
Кэрол Лэндис (англ. Carole Landis, 1 января 1919 — 5 июля 1948) — американская актриса, певица, танцовщица, модель и сценарист, ставшая известной благодаря роли Лоаны в фильме «Миллион лет до нашей эры» (1940).

## Биография
Лэндис, урождённая Фрэнсис Лиллиан Мэри Ридст (англ. Frances Lillian Mary Ridste), родилась в бедной семье в деревушке Фэрчайлд (штат Висконсин) 1 января 1919 года. Её мать Клара Стентек Ридст происходила из семьи поляков-фермеров. Отец Альфред Ридст, норвежец по происхождению, бросил семью ещё до рождения дочери. Воспитанием Фрэнсис занимался её отчим Чарльз Феннер. Кэрол была младшей из пяти детей, двое из которых умерли в детстве.
В январе 1934 года 15-летняя Фрэнсис вышла замуж за 19-летнего соседа Ирвинга Виллера, однако брак был аннулирован в феврале того же года. Позднее, 25 августа 1934 года, молодые люди повторно поженились. В 1938 году Ирвинг инициировал судебный процесс против Басби Беркли по обвинению в любовной связи с Лэндис, и в 1939 году брак был официально расторгнут.

## Карьера
Благодаря своей привлекательной внешности Лэндис в юности часто становилась победительницей на различных конкурсах красоты, а в 15 лет бросила школу и решила начать карьеру в шоу-бизнесе.
До своего дебюта в качестве статистки в 1937 году в фильме «Звезда родилась» она работала певицей и танцовщицей в одном из ночных клубов Сан-Франциско. Она перекрасилась в блондинку, взяла псевдоним Кэрол Лэндис в честь своей любимой актрисы Кэрол Ломбард и, накопив 100 долларов, уехала покорять Голливуд. В конце 1930-х годов она иногда снималась на студии «Warner Bros.», но лишь в эпизодических ролях, попутно подрабатывая моделью для календарей и плакатов фривольного содержания.
Первый успех к ней пришёл после выхода на экраны фильма «Миллион лет до нашей эры» (1940). Лента произвела фурор в мире кино, и наутро Кэрол проснулась знаменитой.
В начале 1940-х годов Кэрол снялась в череде чрезвычайно успешных фильмов уже в качестве исполнительницы одних из главных ролей. Во времена, когда пение многих актрис подвергалось дубляжу, голос Лэндис был настолько красивым, что актрису неоднократно приглашали сниматься в музыкальных сценах.
Вскоре Кэрол подписала контракт с киностудией «20th Century Fox». Там она познакомилась и вступила в любовную связь с продюсером Дэррилом Ф. Зануком. Благодаря ему Лэндис получила роли во многих знаменитых фильмах того времени, включая «Луна над Майами» (1941) и «Ночной кошмар» (1941). После того как Кэрол разорвала отношения с Дэррилом, её карьера резко пошла на спад, и актриса больше не получала достойных предложений, кроме второстепенных ролей в фильмах категории «B».
Во время Второй мировой войны Лэндис много фотографировалась в качестве pin-up girl на плакаты для военнослужащих. Помимо этого она часто давала фронтовые концерты: в 1942 году она вместе с Кэй Фрэнсис выступала в Англии и Северной Африке, а двумя годами позже развлекала военных на юге Тихого океана. За все годы войны Кэрол проехала с концертами более 100 тысяч миль, больше любой другой актрисы. После войны она написала несколько статей для газет и журналов, где рассказывала о своих путешествиях в военные годы.
В 1945 году Лэндис исполнила главную роль в бродвейской постановке Жаклин Сюзанн «Дама говорит: „Да“». По некоторым данным между женщинами существовала любовная связь. Как бы то ни было, именно Лэндис стала прототипом героини Дженнифер Норд в книге Сюзанн «Долина кукол».

## Личная жизнь
За неудачной помолвкой Лэндис с известным кинорежиссёром и хореографом Басби Беркли в 1939 году последовал двухмесячный официальный брак с брокером Уиллисом Хантом-младшим в 1940 году.
Спустя два года Лэндис познакомилась в Лондоне с капитаном ВВС Великобритании, героем войны Томасом Уэллисом. По многочисленным воспоминаниям родственников актрисы, Томас был её «единственной настоящей любовью в жизни». Сама актриса признавалась, что влюбилась в него сразу, как только увидела, а именно «в пятницу 13 ноября 1942 года в 4.30 после полудня».
5 января 1943 года после двухмесячного знакомства состоялось бракосочетание. Кэрол настояла на пышной церемонии венчания в католической церкви. Большим разочарованием для обоих явилась неспособность Лэндис иметь детей. Кэрол страдала от эндометриоза и поэтому не могла забеременеть. Томас требовал, чтобы Кэрол завершила кинокарьеру, вопреки желанию жены. 2 года спустя они развелись. За всё время брака они провели вместе всего несколько недель.
В 1945 году Лэндис вышла замуж за бродвейского продюсера В. Хорейса Шмидлапа. Кэрол часто страдала от депрессий и несколько раз пыталась покончить с собой. Из-за этого её карьера стала угасать, а брак со Шмидлапом трещал по швам. Спустя некоторое время у неё начался роман с актёром Рексом Харрисоном, который на тот момент был женат на актрисе Лилли Палмер. Из-за того, что тот не хотел уходить из семьи, Кэрол была подавлена. Будучи не в силах это пережить, 5 июля 1948 года она покончила жизнь самоубийством, приняв большую дозу снотворного.
За свой вклад в киноискусство Кэрол Лэндис удостоена звезды на Голливудской аллее славы на Вайн-стрит 1765.

## Фильмография
| Год  |   | Русское название             | Оригинальное название        | Роль                                          |
| ---- | - | ---------------------------- | ---------------------------- | --------------------------------------------- |
| 1936 | ф | Золотоискатели 1937-го       | Gold Diggers of 1937         | хористка                                      |
| 1937 | ф | Король и хористка            | The King and the Chorus Girl | хористка                                      |
| 1937 | ф | Звезда родилась              | A Star Is Born               | девушка в берете в баре                       |
| 1937 | ф | День на скачках              | A Day at the Races           | гостья на вечеринке                           |
| 1937 | ф | —                            | Fly Away Baby                | блондинка в аэропорту                         |
| 1937 | ф | Подсвечники императора       | The Emperor’s Candlesticks   | покупательница                                |
| 1937 | ф | Мелодия Бродвея 1938-го года | Broadway Melody of 1938      | хористка                                      |
| 1937 | ф | Студенческое шоу             | Varsity Show                 | студентка                                     |
| 1937 | ф | —                            | Alcatraz Island              | девушка на вечеринке                          |
| 1937 | ф | —                            | Over the Goal                | студентка                                     |
| 1937 | ф | —                            | The Adventurous Blonde       | официантка                                    |
| 1937 | ф | —                            | Missing Witnesses            | девушка на пирсе                              |
| 1937 | ф | Она любила пожарника         | She Loved a Fireman          | загорающая блондинка                          |
| 1937 | ф | Отель «Голливуд»             | Hollywood Hotel              | гардеробщица, подающая пальто                 |
| 1938 | ф | Пациент из 18-й палаты       | The Patient in Room 18       | женщина на лестнице                           |
| 1938 | ф | Невидимая угроза             | The Invisible Menace         | женщина, ждущая Джонни                        |
| 1938 | ф | —                            | Blondes at Work              | Кэрол                                         |
| 1938 | ф | Простенькое дело об убийстве | A Slight Case of Murder      | женщина на вечеринке, опирающаяся на пианино  |
| 1938 | ф | —                            | Love, Honor and Behave       | женщина на вечеринке, наблюдающая за рулеткой |
| 1938 | ф | —                            | Over the Wall                | Пегги, девушка на пляже                       |
| 1938 | ф | —                            | Torchy Blane in Panama       | мисс Леопард 1938                             |
| 1938 | ф | Таковы женщины               | Women Are Like That          | гостья на вечеринке                           |
| 1938 | ф | Приключения Робин Гуда       | The Adventures of Robin Hood | гостья на банкете                             |
| 1938 | ф | Золотоискатели в Париже      | Gold Diggers in Paris        | золотоискательница                            |
| 1938 | ф | Мужики — такие тупицы        | Men Are Such Fools           | Джун Купер                                    |
| 1938 | ф | —                            | When Were You Born           | пассажирка корабля                            |
| 1938 | ф | —                            | Penrod’s Double Trouble      | девушка на ярмарке                            |
| 1938 | ф | Четверо — это банда          | Four’s a Crowd               | Миртл                                         |
| 1938 | ф | Парень встречает девушку     | Boy Meets Girl               | кассирша                                      |
| 1938 | ф | Девушка на стажировке        | Girls on Probation           | массовка                                      |
| 1939 | ф | Три техасских наездника      | Three Texas Steers           | Нэнси Эванс                                   |
| 1939 | ф | Сорвиголовы красного круга   | Daredevils of the Red Circle | Бланш Гренвилль                               |
| 1939 | ф | —                            | Cowboys from Texas           | Джун Джонс                                    |
| 1939 | ф | —                            | Reno                         | миссис Хамфри                                 |
| 1940 | ф | Миллион лет до нашей эры     | One Million B.C.             | Лоана                                         |
| 1940 | ф | Карусель                     | Turnabout                    | Салли Уиллоус                                 |
| 1940 | ф | —                            | Mystery Sea Raider           | Джун Маккарти                                 |
| 1941 | ф | Дорожный указатель           | Road Show                    | Пингвин Мур                                   |
| 1941 | ф | Топпер возвращается          | Topper Returns               | Энн Каррингтон                                |
| 1941 | ф | Луна над Майами              | Moon Over Miami              | Барбара Литимер                               |
| 1941 | ф | Танцевальный зал             | Dance Hall                   | Лили Браун                                    |
| 1941 | ф | Ночной кошмар                | I Wake Up Screaming          | Вики Линн                                     |
| 1941 | ф | —                            | Cadet Girl                   | Джин Бакстер                                  |
| 1942 | ф | —                            | A Gentleman at Heart         | Хелен Мейсон                                  |
| 1942 | ф | Моя девушка Сэл              | My Gal Sal                   | Мэй Коллинз                                   |
| 1942 | ф | —                            | It Happened in Flatbush      | Кэтрин Бейкер                                 |
| 1942 | ф | Жены оркестрантов            | Orchestra Wives              | Натали Мерсер                                 |
| 1942 | ф | Зов Манилы                   | Manila Calling               | Эдна Фрейзер                                  |
| 1943 | ф | —                            | The Powers Girl              | Кей Эванс                                     |
| 1943 | ф | Зимний сезон                 | Wintertime                   | Флосси Фушер                                  |
| 1944 | ф | Четыре девушки в джипе       | Four Jills in a Jeep         | в роли самой себя                             |
| 1944 | ф | —                            | Secret Command               | Джилл Макганн                                 |
| 1945 | ф | —                            | Having Wonderful Crime       | Хелен Джастис                                 |
| 1946 | ф | —                            | Behind Green Lights          | Дженет Брэдли                                 |
| 1946 | ф | Скандал в Париже             | A Scandal in Paris           | Лоретта де Рише                               |
| 1946 | ф | —                            | It Shouldn’t Happen to a Dog | Джулия Эндрюс                                 |
| 1947 | ф | —                            | Out of the Blue              | Мэй Эртли                                     |
| 1948 | ф | Петля                        | Noose                        | Линда Медбери                                 |
| 1948 | ф | Чертовски холодный           | Brass Monkey                 | Кей Шелдон                                    |